# Helix-Turmfischpass
Der Helix-Turmfischpass (auch Mäander-Helix-Turmfischpass) ist eine Fischtreppe in Form einer Wendeltreppe. 

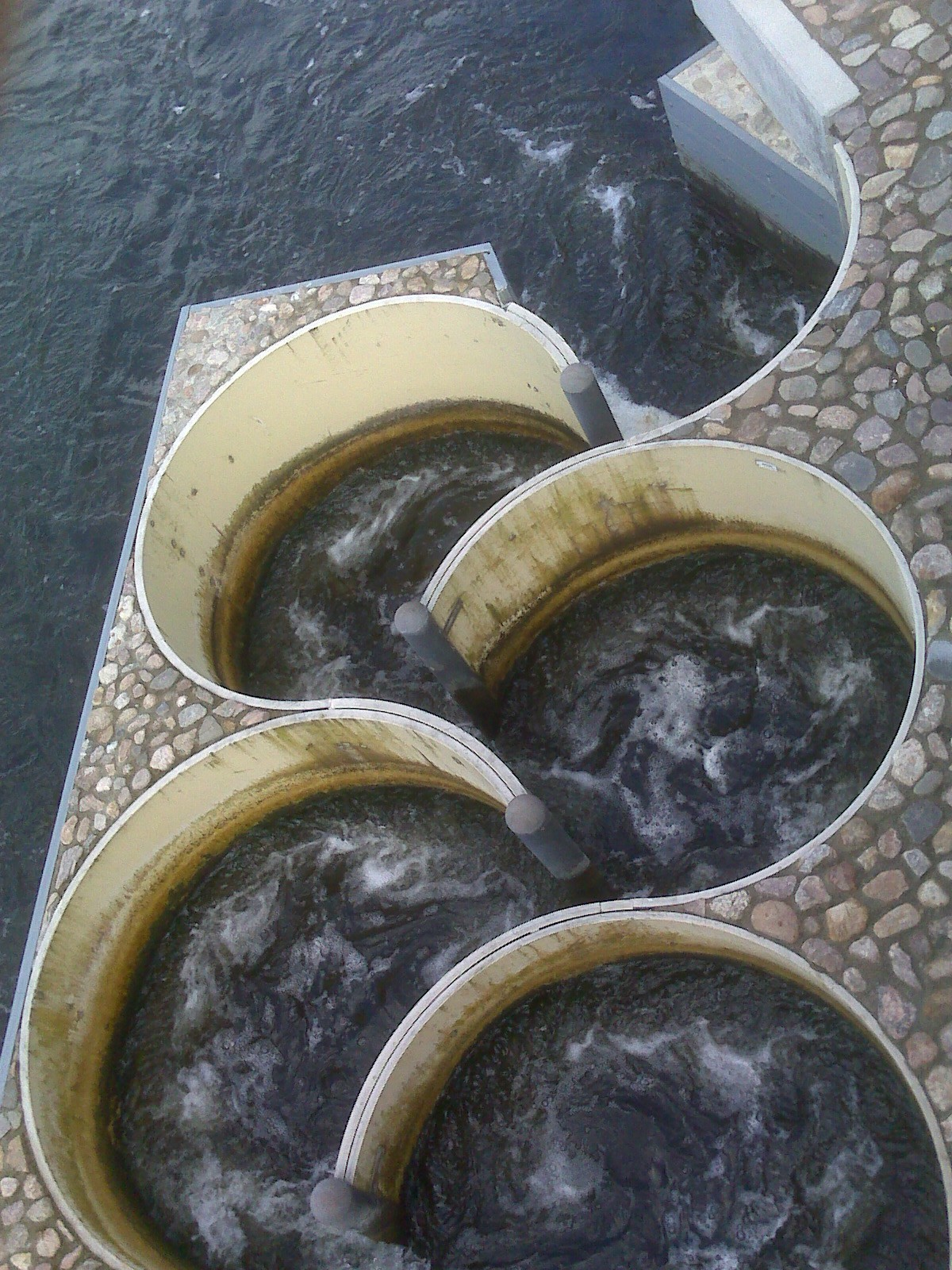
Helix-Turmfischpass an der Mündung der Schwentine in den Kieler Hafen

Die erste Anlage, die unter der Leitung der Fachhochschule Bochum gebaut wurde, befindet sich in Schwentinental (Ortsteil Raisdorf) nahe Kiel am Kraftwerk Raisdorf II, und ist Teil der Kraftwerke der Rastorfer Mühle. Das Bauwerk galt damals als weltweit einmalig. Die Steigung von etwa drei Prozent wird in Raisdorf auf einer Länge von 200 Meter mittels 36 Becken überwunden. Die runde Form der Stufenbecken verhindert mögliche Verletzungen der Fische. 
Es wurde mit rund 550.000 Euro überwiegend aus EU-Mitteln finanziert. Baubeginn war Anfang 2004, am 27. April 2005 wurde der Pass geflutet. Die Konstruktion wurde einer größeren Öffentlichkeit bekannt, da die erste Umsetzung vom Bund der Steuerzahler und dem Landesnaturschutzbund Schleswig-Holstein als Verschwendung von Steuergeldern bezeichnet wurde.
Die Anlage wurde an der Fachhochschule Bochum entwickelt. Sie soll Fischen dort, wo herkömmliche Fischwege baulich kaum machbar sind, ermöglichen, den Höhenunterschied an einer Talsperre zu überwinden. Der Architekt Hans Wilhelm Peters hat den Mäander-Fischpass konstruiert und patentieren lassen.
Im Rahmen einer knapp 4 Jahre dauernden Untersuchung in den Jahren 2008 bis 2012 verendeten immer noch gut ein Drittel der zum Laichen abwandernden Blankaale am Fischabweiser des Wasserkraftwerkes, obwohl neben der Fischtreppe auch ein Aal-Abstiegsrohr installiert war.
Gemäß der EU-Wasserrahmenrichtlinie mussten bis 2015 Staumauern in Schutzgebieten mit geeigneten Fischpässen ausgestattet werden. Eine weitere kleinere Anlage wurde später an der Mündung der Schwentine in den Kieler Hafen errichtet.